# Protracheoniscus pierreei
Protracheoniscus pierreei là một loài chân đều trong họ Trachelipodidae. Loài này được Vandel miêu tả khoa học năm 1949.